# Петров, Пётр Николаевич
Пётр Никола́евич Петро́в (19 июня (1 июля) 1827, Санкт-Петербург — 29 марта (10 апреля) 1891, там же) — русский писатель и историк, один из крупнейших дореволюционных историографов русского искусства; генеалог, библиограф

, автор исторических романов и повестей. Почётный вольный общник Императорской Академии художеств (с 1864) и действительный член Императорского археологического общества, титулярный советник.

## Биография
Родился 19 июня (1 июля) 1827 года в семье мелкого придворного служителя (брандмейстера придворной кухни). В 1840 году поступил в Дом воспитания бедных детей Человеколюбивого общества, окончил обучение по программе гимназического курса с отличием в июле 1846 года.
Был зачислен 3 марта 1847 года на службу в Департамент государственного казначейства канцелярским служащим. Одновременно, стал посещать (вместе со своим товарищем К. Д. Флавицким, ставшим впоследствии известным живописцем) вечерние рисовальные классы Академии художеств, где дошёл до натурного класса.
Продолжая службу в Департаменте государственного казначейства, 16 мая 1860 года был определён в Императорскую Публичную библиотеку писцом при Отделении изящных искусств и технологии, где помогал В. И. Собольщикову. В это же время был писцом в редакции «Энциклопедического словаря» А. А. Краевского и П. Л. Лаврова, где вскоре стал заведующим отдела искусств. В 1862 году был также редактором журналов «Искусство» и «Иллюстрация». За заслуги в изучении отечественного искусства 4 ноября 1864 года ему было присвоено звание почётного вольного общника Академии художеств. Со 2 июня 1866 года он стал работать ещё и в статистическом комитете Министерства внутренних дел, где пробыл до середины 1870-х годов, занимаясь сбором материалов по Санкт-Петербургу.
В 1870 году в связи с изменением штатного расписания Публичной библиотеки стал внештатным сотрудником. В 1874 году был избран на должность секретаря Отделения древнеклассической, византийской и западноевропейской археологии Археологического общества (действительным членом которого он был) и исполнял эту должность до 1880 года. Участвовал в нескольких археологических съездах, был членом комиссии по изучению Старой Ладоги, Коломны, Новгорода.
Умер в ночь на 29 марта (10 апреля) 1891 года в Петербурге; был похоронен на Волковском православном кладбище.

## Деятельность
Он занимался разбором исторических актов, а также различных материалов по русской истории и археологии. Петров был сотрудником в «Русском энциклопедическом словаре», издаваемом профессором Санкт-Петербургского университета И. Н. Березиным, в котором написал до 300 статей по искусству, русской истории, топографии Санкт-Петербурга, а также одним из редакторов Энциклопедического словаря Брокгауза и Ефрона.
Кроме этого в свободное время он писал исторические романы. Известны следующие его исторические романы:
- Петров П. Н. Семья вольнодумцев. — Нива, 1872.
- Петров П. Н. Балакирев. — Всемирная Иллюстрация, 1881.
- Петров П. Н. Царский суд. — Кругозор.

Также его работы публиковались в журналах «Всемирный Труд», «Вестник Изящных Искусств» («Русские живописцы-пенсионеры при Петре Великом», 1883, вып. 1 — 2; «М. Н. Воробьев и его школа», 1888, вып. 4; «Очерк истории скульптуры в России», 1890, вып. 1); «Северный Цветок» («Женщины-художники»), «Современный Труд» («Житье-бытье Петербурга», 1867), «Северное Сияние» (Генкел «100 лет русской живописи») и «Иллюстрации» (1861 — 66), в которой поместил много биографий русских художников (Федотова, К. Брюллова и др.) и несколько рассказов и очерков («Проходимец» и другие). Кроме того, Петров продолжил неоконченный роман Нестора Кукольника «Иоанн III».
Петров редактировал издание «Сборника материалов для истории Императорской Академии Художеств за 100 лет её существования». Для журнала «Всемирная иллюстрация» он составил «Альбом русских народных сказок и былин» (1875 год), «Альбом 200-летнего юбилея Петра I» (совместно с С. Н. Шубинским, 1872 год), биографию Петра I (1873 год).
В настоящее время Петров наиболее известен двухтомным изданием «История родов русского дворянства», вышедшим в 1886 году и переиздававшимся в постсоветское время. Целью этого труда была публикация информации обо всех титулованных родах Российской империи. Другой его исторический труд — «История Санкт-Петербурга с основания города, до введения в действие выборного городского управления по учреждениям о губерниях. 1703—1782» (1884 год, 1126 страниц).
Многочисленные статьи Петрова о русских художниках, в которых было много новых для его времени данных, являются ценным сводом фактических сведений по истории русского искусства, хотя и содержат ряд неточностей. По воспоминаниям современников Петров был очень трудолюбивым человеком, однако он не обладал ни литературным талантом, ни критическими способностями. Значение его трудов умаляли вычурные спекуляции и то, что он не любил указывать источники информации для них. Как отмечала в 1891 г. княгиня Елизавета Трубецкая,
Несмотря на громкое заглавие «Истории родов», сообщённые в ней сведения не только очень кратки и сжаты и имеют подчас вид простых заметок, но кроме того, страдают ещё большею неполнотой и ошибками и пропусками, чем труд кн. Долгорукова, откуда и взят в большинстве случаев весь материал без всякой критики и проверки и почти без дополнений, несмотря на то, что издана «История» спустя более 30 лет после издания «Российской родословной книги».
Именно Петров в статье «Значение архитектора Камерона» в журнале «Зодчий» (1885, № 3—4) назвал один из шедевров зодчего в Царском Селе «Камероновой галереей». Это название сохранилось по сей день.

### Архив
После его смерти остался большой архив, который его брат Михаил продал в 1902 году Николаю Собко. В настоящее время бумаги Петрова выделены в отдельный фонд и находятся в отделе рукописей Российской национальной библиотеки.